# Malouinière de Château Doré
La malouinière de Château Doré, construite à Saint-Malo au XVIIe siècle est une des plus anciennes, peut-être la première des malouinières, ces vastes demeures de plaisance construites par des armateurs de Saint-Malo.

## Historique
La construction de la malouinière de Château Doré pourrait être attribuée à la famille d'armateurs Magon. 
Nicolas Magon de La Chipaudière (1670-1698), fils aîné de l'armateur Jean Magon de la Lande  (1641-1709) et décédé à l'âge de 28 ans, a donné le nom du Bois-Doré l'un de ses fils, Guillaume Pierre Ange Magon du Clos Doré.

## Architecture
La malouinière de Château Doré est d'une architecture sobre qui laisse supposer une construction des années 1660. 
La symétrie de l'architecture, et la présence d'un bandeau dessiné sur l'enduit, annoncent l'architecture des malouinières. À l'intérieur le grand escalier et la cheminée de la cuisine sont d'origine. 
Le parc entouré de murs de clôture comporte un puits, des communs, un jardin et possède une rabine d'accès.